# Core Design
Pour les articles homonymes, voir Core.
 (mars 2018).
Si vous disposez d'ouvrages ou d'articles de référence ou si vous connaissez des sites web de qualité traitant du thème abordé ici, merci de compléter l'article en donnant les références utiles à sa vérifiabilité et en les liant à la section « Notes et références ».
Core Design était une société britannique de développement et d'édition de jeux vidéo, basée à Derby. La compagnie a été fondée en 1988 par Chris Shrigley, Andy Green, Rob Toone, Terry Lloyd, Simon Phipps, Dave Pridmore, Jeremy Heath‑Smith et Greg Holmes, pour la plupart d'anciens employés de Gremlin Graphics.
Core Design s'est d'abord illustrée sur micro-ordinateurs 16 bits, avec Rick Dangerous, leur premier jeu original, Thunderhawk ou encore Chuck Rock. Par la suite, le studio s'ouvre au marché des consoles et cesse ses activités d'édition en 1996. La même année, Core Design connaît un succès retentissant avec Tomb Raider et son héroïne Lara Croft, qui deviennent l'une des sagas et l'un des personnages de jeu vidéo les plus populaires de la deuxième moitié des années 1990.

## Histoire
Tomb Raider a fait la gloire et la perte de Core Design. La sortie du jeu en 1996 est un succès fulgurant que les suites directes confirment. Le studio développe de nombreuses suites, cependant, au fil des épisodes, des critiques reprochent le manque de renouvellement et les défauts de conception récurrents de la série. La série tombe peu à peu en disgrâce.
En juillet 2003, après une ultime tentative ratée de relancer la franchise avec la sortie de Tomb Raider : L'Ange des Ténèbres, le studio se voit retirer la franchise par l'éditeur Eidos qui la confie au studio américain Crystal Dynamics.
La société connait quelques difficultés à trouver des moyens financiers, et fait alors face à deux périodes critiques : elle ne créée que trois jeux à petit budget jusqu'en 2006, où Eidos - alors fraîchement racheté par SCi - décide d'interrompre toute relation. Mi-2006, le développeur indépendant Rebellion Developments rachète Core design et la quasi-totalité de ses salariés.
Malgré sa fermeture, le siège et le studio existent encore, mais plus sous le même nom ; le studio est renommé Rebellion UK Derby et garde malgré tout ses licences et une majeure partie de son effectif. Ce n'est que le 10 janvier 2010 à la suite de deux échecs commerciaux consécutifs des jeux Shellshock 2: Blood Trails et Rogue Warrior que Rebellion UK Derby ferme de manière définitive, achevant un état léthargique entamé depuis alors trois ans.

## Jeux
Liste non exhaustive des jeux développés et/ou édités par Core Design :
- Action Fighter (1989, portage)
- Axel's Magic Hammer (1989)
- Dynamite Düx (1989, portage)
- Rick Dangerous (1989)
- Saint & Greavsie (1989)
- Switchblade (1989)
- Corporation (1990, Dementia)
- Corporation Mission Disk (1990, Dementia)
- Impossamole (1990)
- Monty Python's Flying Circus (1990)
- Rick Dangerous II (1990)
- Skidz (1990)
- Torvak the Warrior (1990)
- Car-Vup (1991)
- Chuck Rock (1991)
- Frenetic (1991)
- Heimdall (1991, The 8th Day)
- Thunderhawk AH-73M (1991)
- War Zone (1991)
- Curse of Enchantia (1992)
- Doodlebug: Bug Bash 2 (1992, Mutation)
- Jaguar XJ220 (1992)
- Premiere (1992, The 8th Day)
- Wolfchild (1992)
- Wonder Dog (1992)
- Astérix and the Great Rescue (1993)
- Blastar (1993)
- Blob (1993)
- Chuck Rock 2: Son of Chuck (1993)
- Cyberpunks (1993 Mutation)
- Banshee (1994)
- Battlecorps (1994)
- Bubba 'n' Stix (1994)
- Darkmere: The Nightmare's Begun (1994, Zero Hour)
- Dragonstone (1994)
- Heimdall 2 (1994)
- SoulStar (1994)
- Universe (1994)
- Astérix et le pouvoir des dieux (1995)
- BC Racers (1995)
- The Big Red Adventure (1995, Dynabyte)
- The Scottish Open: Carnoustie Virtual Golf (1995)
- Skeleton Krew (1995)
- Thunderhawk 2: Firestorm (1995)
- Blam! Machinehead (1996)
- Shellshock (1996)
- Tomb Raider (1996)
- Fighting Force (1997)
- Swagman (en) (1997)
- Tomb Raider 2 (1997)
- Tomb Raider 2 : Le Masque d'or (1997)
- Ninja : L'Ombre des ténèbres (1998)
- Tomb Raider 3 : Les Aventures de Lara Croft (1998)
- Fighting Force 2 (1999)
- Tomb Raider : La Révélation finale (1999)
- Tomb Raider : Sur les traces de Lara Croft (2000)
- Tomb Raider 3 : Le Dernier Artefact (2000)
- Project Eden (2001)
- Thunderhawk: Operation Phoenix (2001)
- Tomb Raider : La Malédiction de l'épée (2001)
- Herdy Gerdy (2002)
- Tomb Raider : L'Ange des Ténèbres (2003)
- Free Running (2005)
- Smart Bomb (2006)

Liste exhaustive des jeux développés par Rebellion UK Derby Studios :
- Shellshock 2: Blood Trails (2008, PS3, Xbox 360)
- Rogue Warrior (2009, PS3, Xbox 360)